# Caroline Veyt
Caroline Veyt (Bruxelles, 16 giugno 1975) è un'attrice belga.

## Biografia
È mamma di due bambine ed è nota soprattutto per aver interpretato, nel 2008, il ruolo di Alice Lerois nella soap opera di TF1 Seconde chance; a causa della gravidanza, è costretta a lasciare la serie dopo 100 episodi di programmazione. Oltre ad essere attrice, nella televisione belga presenta un programma di risparmio e di economia, Questions d'argent (in italiano Questioni di soldi). È conduttrice del programma Label One su Télé Bruxelles.

## Filmografia

### Cinema
- Le roi danse, regia di Gérard Corbiau (2000)
- Last Night on Earth (2004)
- The Room, regia di Tommy Wiseau (2006)
- Mes copines, regia di Sylvie Ayme (2006)

### Televisione
- Le destin des Steenfort: Jay 1973 - serie TV (1999)
- Juste une question d'amour, regia di Christian Faure – film TV (1999)
- Amant de mes rêves - serie TV (2002)
- Tous les chagrins se ressemblent - serie TV (2002)
- Saint-Germain ou la négociation - serie TV (2003)
- Un fils sans histoire - serie TV (2004)
- Septième Ciel Belgique - serie TV (2006)
- Seconde chance - serial TV, 100 puntate (2008)

## Pubblicità
- M6 mobile (2006)